# 战争与青春
《战争与青春》是由今井正執導，早乙女勝元编剧，工藤夕贵主演。在1991年於日本上映，该电影讲的是，身为高中生的由香里为了完成老师的一项“回忆战争”作业中，意外的得知了姑姑曾经发生的事情。
本片着重讲述广岛长崎的爆炸事件、太平洋戦争等有关于二战的事情，以及这些事件给人的伤痛，和导致这场事件爆发的一些原因。该作是今井正最后的作品。

## 故事
一日，身为女高中生的由香里为了完成老师的一项“回忆战争”的作业于是决定向家里人求助，可是家里人因为战争的伤痛而不愿意说出来。不过，她还是意外的得知了姑姑的事情，以及姑姑和战争之间发生的事情。
她原本有一个女儿和丈夫，最后却都因为战争而死，而她的现任丈夫因为一些原因而没有再和她生育后代。在这之后，通过一位老师的讲述，由香里和同学们逐渐知道了战争的残酷，发动战争的人的残暴，以及和平的重要性。
而后，由香里得知了这些后，自然是非常珍惜目前的生活。并且在姑姑去世后，将她心心念念的东西保留了下来。

## 演員表
- 工藤夕贵
- 树木希林
- 佐野圭亮
- 井川比佐志
- 奈良冈朋子
- 河原崎长一郎
- 栗原小卷
- 左右田一平
- 松村达雄
- 藤田弓子[1]

## 獲獎和提名
- 1992	第15届日本电影学院奖最佳新人奖(获奖)

## 外部連結
- 豆瓣链接 （页面存档备份，存于）
- 互联网电影数据库（IMDb）上《战争与青春》的资料（英文）